# Kokalmus
Kokalmus eller Pitkä-Hoilua eller Kokalmusjärvi är en sjö i Finland. Den ligger i kommunen Suomussalmi i landskapet Kajanaland, i den nordöstra delen av landet, 600 km norr om huvudstaden Helsingfors. Kokalmus ligger 220,1 meter över havet. Den är 27,04 meter djup. Arean är 1,64 kvadratkilometer och strandlinjen är 15,68 kilometer lång. Sjön  ingår i Uleälvens huvudavrinningsområde. 